# Ḩanāshūr
Ḩanāshūr (persiska: حناشور, هُنيشور, هينِه شور) är en ort i Iran.   Den ligger i provinsen Bushehr, i den centrala delen av landet, 800 km söder om huvudstaden Teheran. Ḩanāshūr ligger 447 meter över havet och antalet invånare är 216.
Terrängen runt Ḩanāshūr är varierad. Runt Ḩanāshūr är det glesbefolkat, med 15 invånare per kvadratkilometer. Närmaste större samhälle är Shanbeh, 15,3 km väster om Ḩanāshūr. Omgivningarna runt Ḩanāshūr är i huvudsak ett öppet busklandskap.